# Saint-André-de-Najac
Saint-André-de-Najac (okzitanisch Sent Andrieu de Najac) ist eine französische Gemeinde mit 455 Einwohnern (Stand 1. Januar 2022) im Département Aveyron in der Region Okzitanien (vor 2016 Midi-Pyrénées). Die Gemeinde gehört zum Arrondissement Villefranche-de-Rouergue und zum Kanton Aveyron et Tarn. Die Einwohner werden Saint-Andréens und Saint-Andréennes genannt.

## Geografie
Saint-André-de-Najac liegt etwa 52 Kilometer westsüdwestlich von Rodez zwischen Aveyron und Viaur. Umgeben wird Saint-André-de-Najac von den Nachbargemeinden Najac im Norden und Nordwesten, La Fouillade im Norden, Bor-et-Bar im Nordosten, Montirat im Osten, Saint-Christophe im Süden und Südosten, Saint-Martin-Laguépie im Südwesten sowie Laguépie im Westen und Südwesten.

## Bevölkerungsentwicklung
| Jahr                       | 1962 | 1968 | 1975 | 1982 | 1990 | 1999 | 2006 | 2013 | 2020 |
| Einwohner                  | 625  | 550  | 540  | 509  | 426  | 373  | 408  | 419  | 455  |
| Quellen: Cassini und INSEE |      |      |      |      |      |      |      |      |      |

## Sehenswürdigkeiten

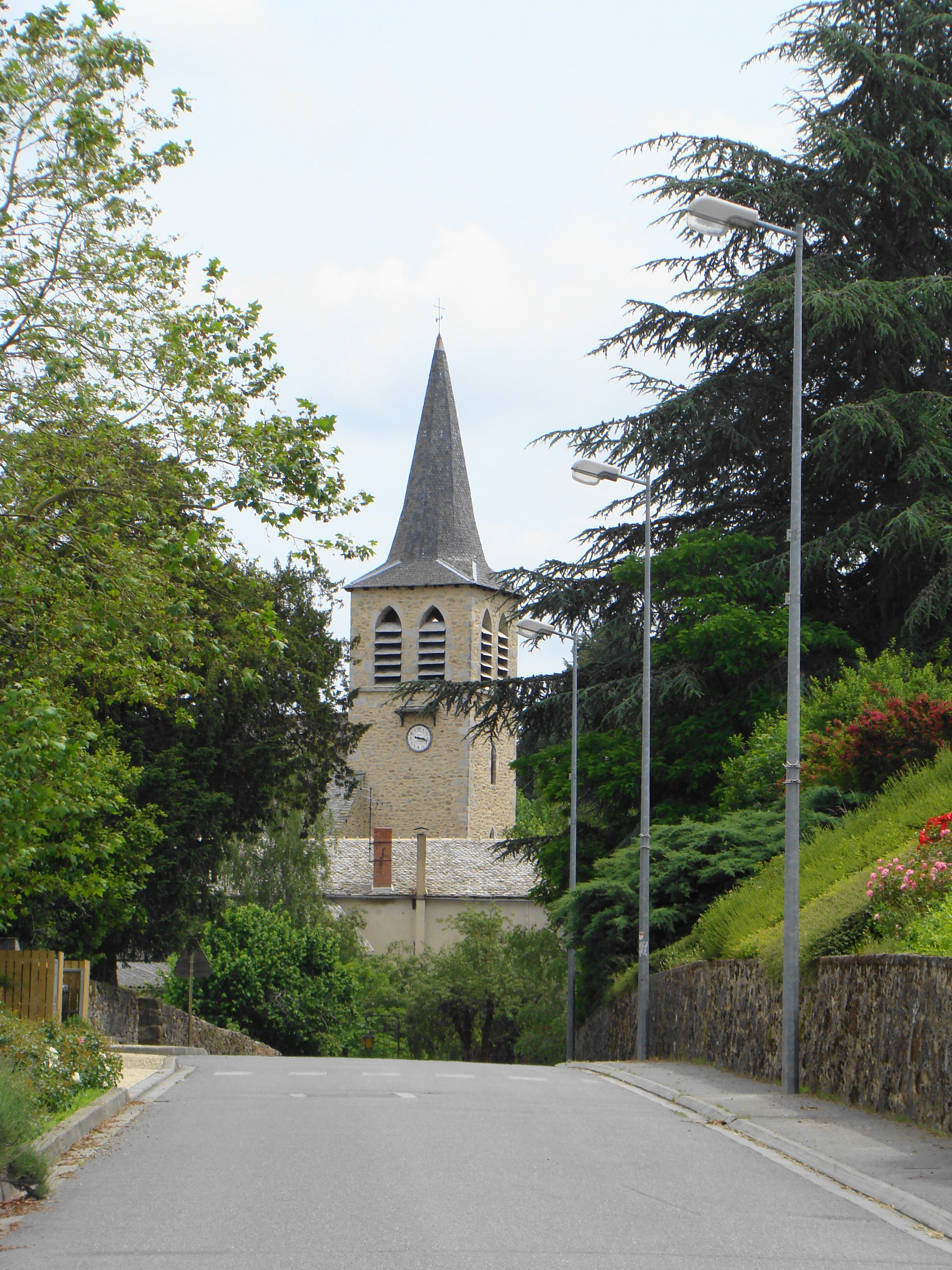
Kirche Saint-André
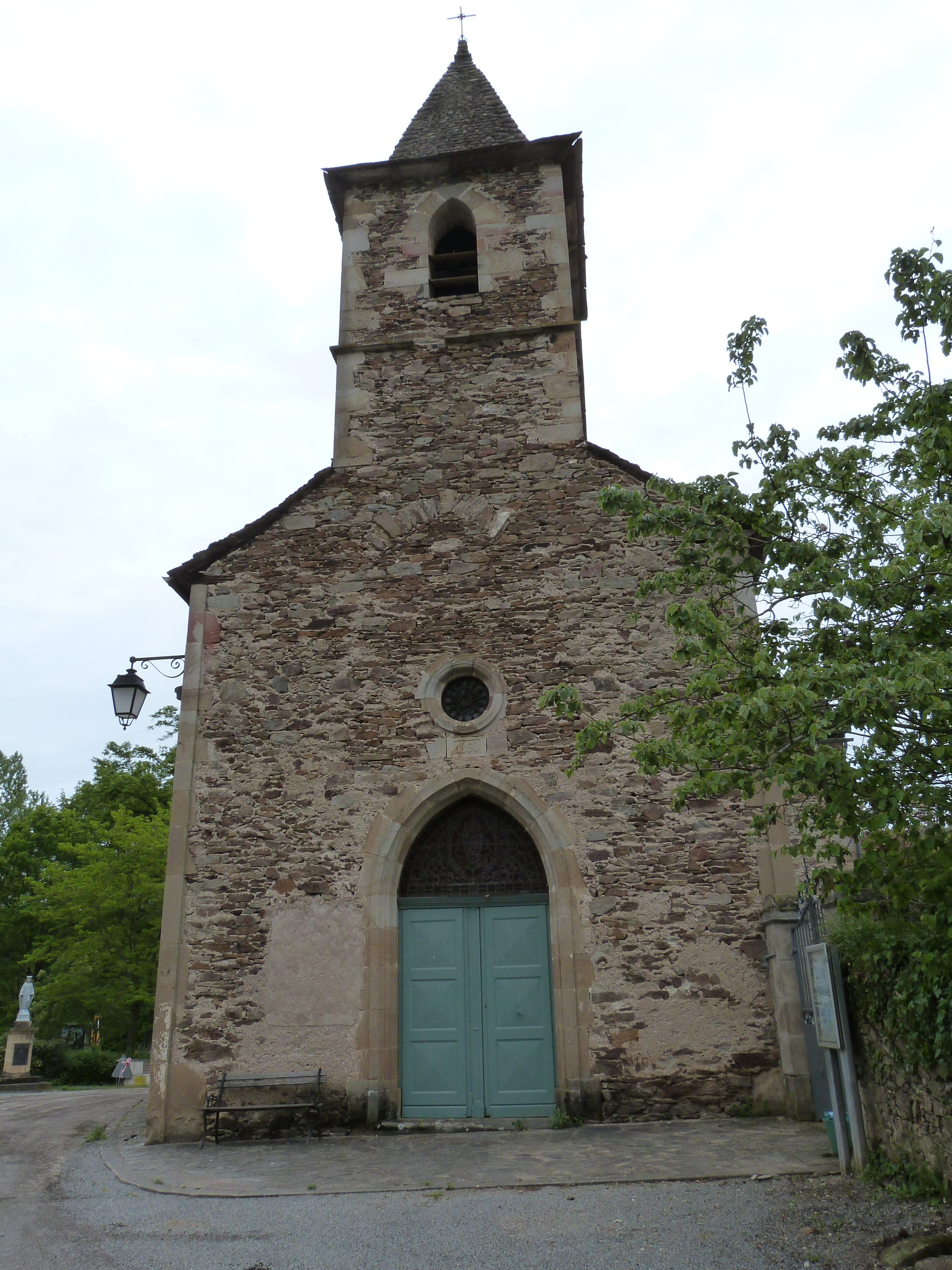
Kapelle Notre-Dame in Laval
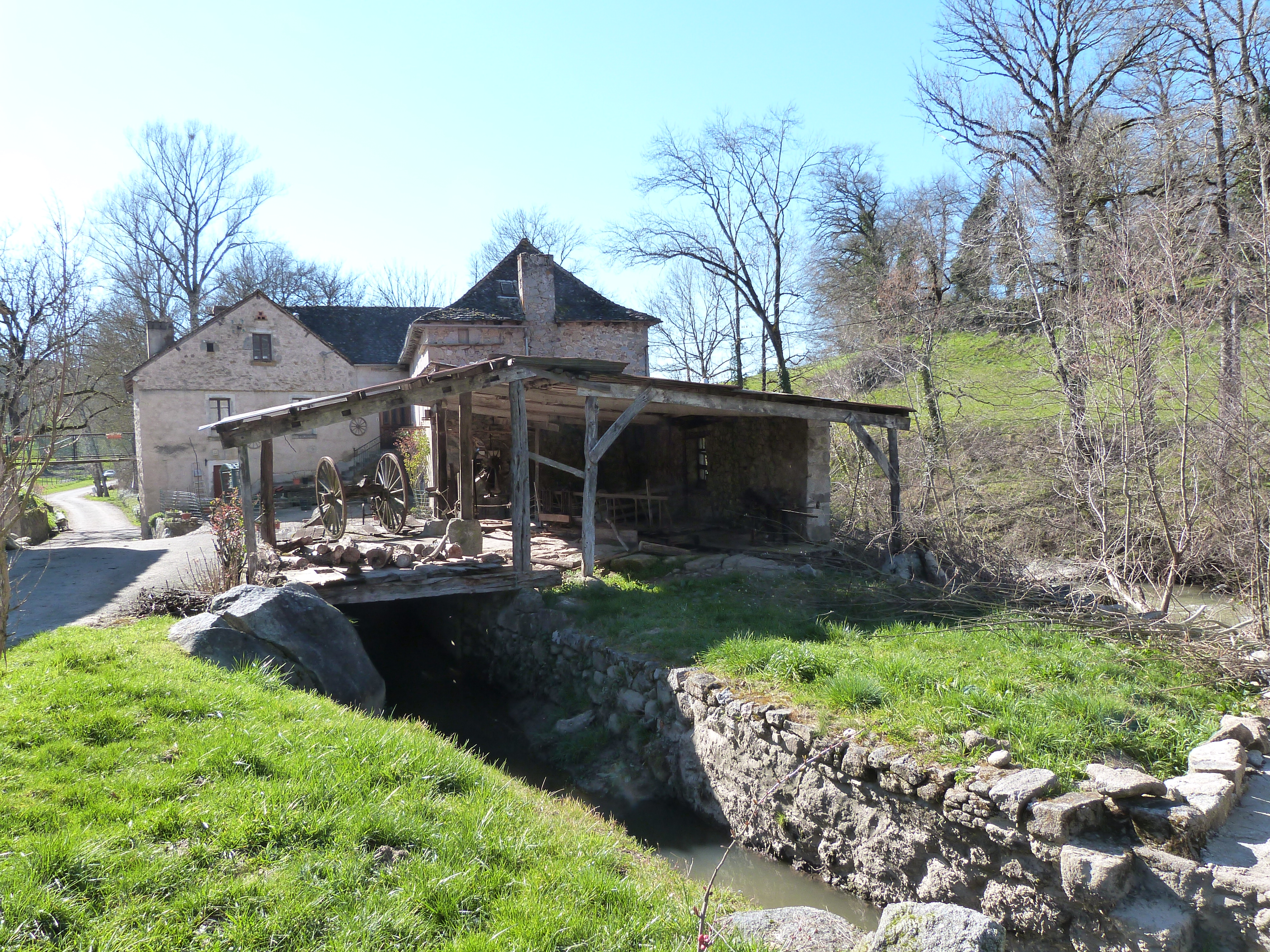
Wassermühle

- Kirche Saint-André
- Kapelle Notre-Dame
- Wassermühle